# 粗叶地桃花
粗叶地桃花（学名：Urena lobata var. scabriuscula）为锦葵科梵天花属下的一个变种。